# Александар Чеферин
Александар Чеферин (Љубљана, 13. октобар 1967), словеначки адвокат и тренутни председник УЕФА-е. У периоду од 2011—2016. био је председник Фудбалског савеза Словеније, а од 14. септембра 2016. године на функцији је председника УЕФЕ.

## Каријера
Након завршетка Правног факултета Универзитета у Љубљани, Чеферин је почео да ради у породичној адвокатској канцеларији, а посебно је био заинтересован на пољу заступања професионалних спортиста и спортских клубова. Касније је постао директор компаније коју је водио његов отац Петар Чеферин, бивши адвокат.
Године 2005. радио је са Извршним одбором футсал клуба ФК Литија, који је под његовом контролом остварио велики успех. Био је члан Извршног одбора бившег ФК Љубљана, као и члан Извршног одбора НК Олимпија Љубљана од 2006—2011. године.
Године 2011. Чеферин је изабран за председника Фудбалског савеза Словеније. Током његовог мандата, Савез је просторије из Љубљане преселио на брдо код Крања, где је изграђен спортски центар вредан 8,5 милиона евра. По доласку на функцију председника ФС Словеније, трудио се да подигне ниво популарности словеначке фудбалске лиге и апеловао на медије да боље и више извештавају о фудбалу у Словенији.
Такође је служио као други и трећи заменик председника правног одбора УЕФЕ од 2011—2016. године.
Изабран је за седмог председника УЕФЕ, 4. септембра 2016. године. На конгресу УЕФЕ одржаном 2016. године победио је Холанђанина Михаела ван Прага освојивши 42 гласа наспрам његових 13.
УЕФИ је представио серију реформи управе, које су усвојене у априлу 2017. године, укључујући увођење ограничења за мандате председника и чланова Извршног одбора УEФA-e, као и проверу кандидата Извршног одбора.

## Приватни живот
Александар Чеферин потиче из угледне адвокатске породице, чија је адвокатска канцеларија била једна од најпознатијих у Словенији, а он се доказао као бранилац у многим економским и политичким случајевима. Неколико пута се нашао на врху листе најутицајнијих адвоката Словеније.
Поседује црни појас у каратеу. Ожењен је Барбаром са којом има три ћерке. Течно говори словеначки, српски, енглески и италијански језик.